# 数码绘图板
數位繪圖板（英語：Graphics tablet），又叫作數位板、手寫板或電繪板，通常是美術創作者所使用，早期是一種使用電磁技術的電腦週邊的輸入裝置，它的使用方式是以專用的触控笔在數位板表面的工作區上書寫。電磁筆可發出特定頻率的電磁信號，數位板內部具有微控制器及二維的天線陣列，微控制器依序掃描天線板的X軸及Y軸，然後根據信號的大小計算出筆的絕對座標，並將每秒約一百到二百組的座標資料傳送到電腦去。後期技術的演變，當出現電阻式觸控、電容式觸控的技術，可以使用非專用的筆（非電磁式）在數位板上書寫，可以多點輸入，可以大幅降低數位繪圖板的成本。
傳統的數位繪圖板大多不具顯示功能，因此使用者在繪圖時還需看電腦螢幕。有廠商開發出與螢幕結合的數位繪圖板，使得使用者數位繪圖時更接近傳統紙筆繪圖。蘋果公司推出可搭配Apple Pencil使用的iPad Pro之後，使用者更可隨時隨地繪圖。

## 原理
依照專用的電磁筆內部有無電池供電，可將數位板的技術分成主動式（Active Pen）及被動式（Passive Pen）二種。主動式的電磁筆內部具有以電晶體、線圈、電容所構成的振盪電路。被動式的電磁筆內部則僅有線圈、電容所構成的共振電路。
- 無電池的電磁筆：由於電磁筆內部沒有能量來源，所以必須先由數位板的天線發射電磁波能量給筆，無電池的電磁筆內部具有一共振電路，可經由電磁共振效應而接收到能量，並將接收到的能量儲存於共振電路的線圈及電容之中，然後，數位板的天線會停止發射電磁波，此時，無電池的電磁筆便會自動開始發射電磁信號直到共振電路中所儲存的能量被消耗完為止。由於被動式數位板的工作分成二階段：先發射、後接收，且需如此週而復始的不停循環，所以被動式的數位板較為耗電，也必須注意週遭環境的電磁波干擾（EMI）。
- 有電池的電磁筆：電磁筆內有能量來源，所以筆會持續地供應電能到振盪電路而發射特定頻率的電磁波。在此同時，由於數位板的天線不再需要發射能量給筆，天線只需用於接收信號，所以主動式的數位板不僅較為省電，同時座標資料率（Report Rate）也可快上約一倍。

### 主要的廠商

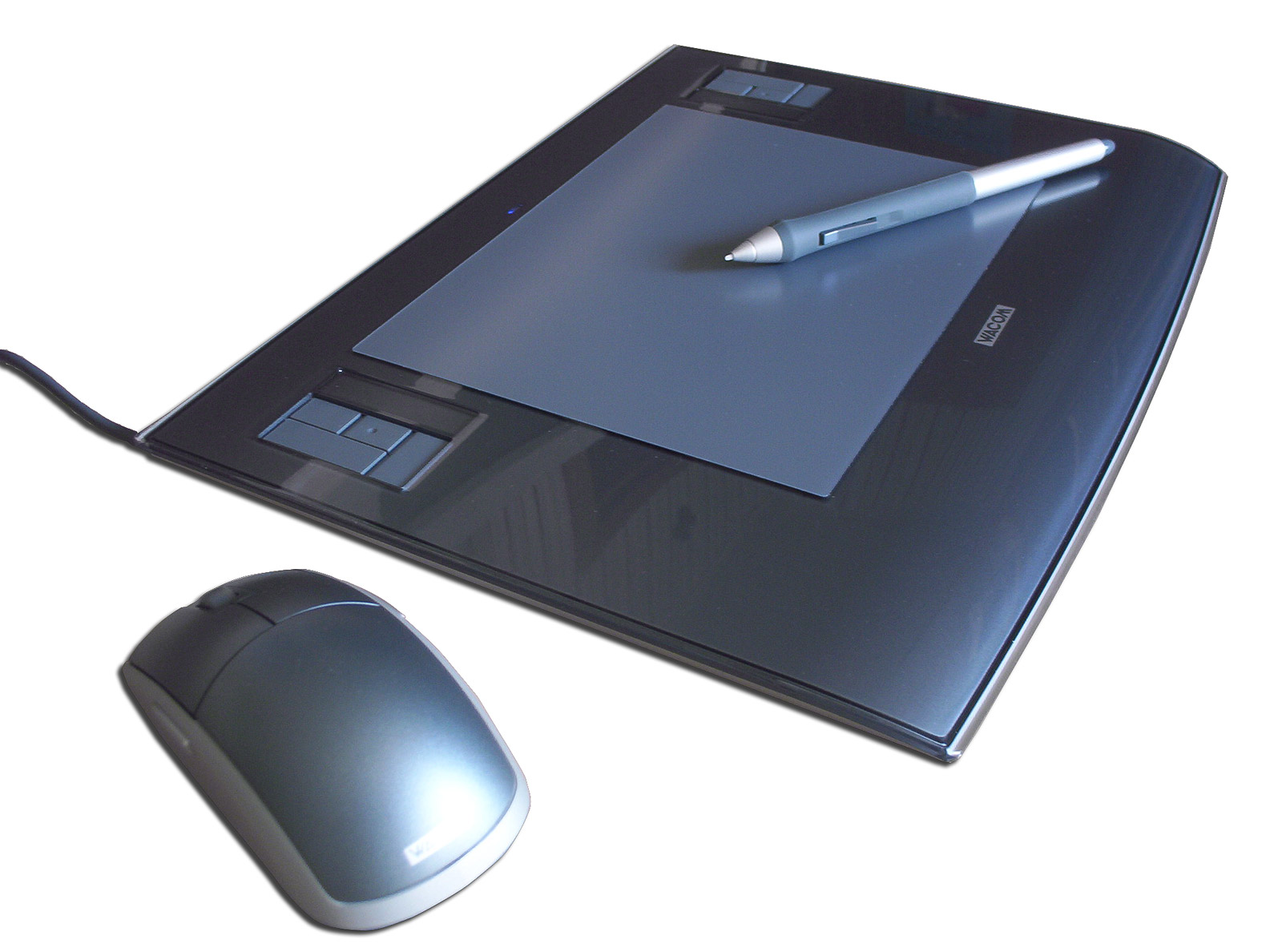
6×8 Wacom Intuos3 绘图板

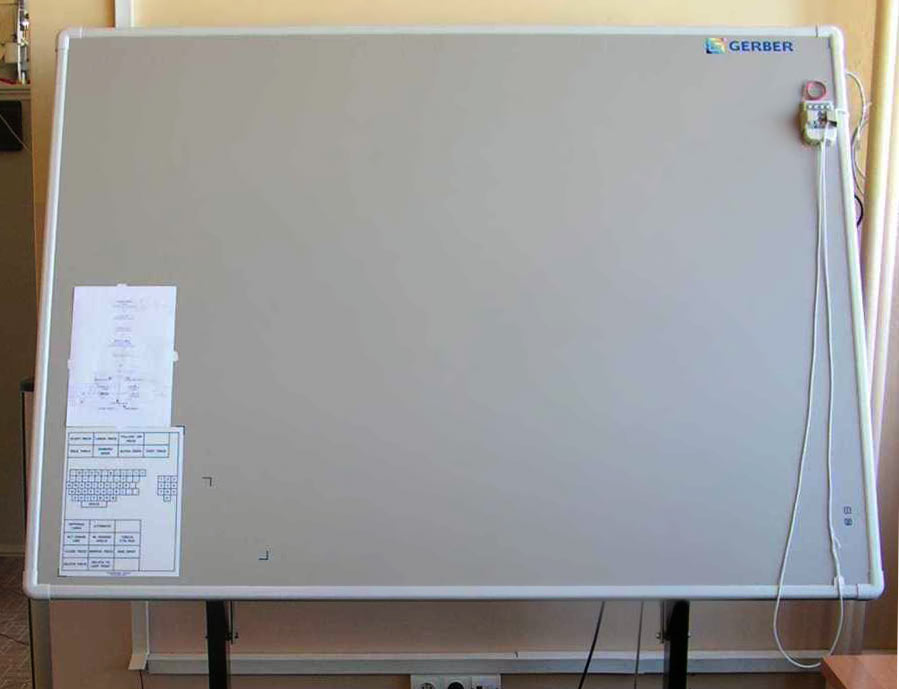

- 10moons (天敏) 中国大陆
- Acepen (優品) 中国大陆
- AERY（永其科技）台灣
- Aiptek（天瀚科技）台灣
- BOSTO (博斯托) 中国大陆
- braVod（元暢科技）台灣
- Gaomon（高漫）中国大陆
- Genius（昆盈）台灣
- Hanvon（漢王科技）中國大陆
- Huion（绘王）中國大陆
- Kanvus（廣寰科技）台灣
- UC-Logic（友碁科技）台灣
- UGEE （友基科技）中國大陆
- VEIKK (绘客) 中国大陆
- Viewsonic（優派國際）
- VSON (天美意) 中国大陆
- Parblo (小海盐) 中国大陆
- PenPower（蒙恬科技）
- Wacom（和冠）日本
- Waltop（太瀚科技）台灣
- Xencelabs (马蒂斯) 中国大陆
- Xenx 中国大陆
- XP-PEN（漢王友基）中国大陆
- Yiynova（鈺奇科技）台灣

## 手寫板
用作識別手寫文字的專用數位繪圖板稱為手寫板。原理跟數位繪圖板差不多，但通常不能像它們般靈敏，而且面積較小。

### 主要的製造廠商
- 友碁科技股份有限公司（1988－）
- 蒙恬科技（1992－）
- 永其科技股份有限公司（2009－）
- 绘王动漫科技有限公司（2011－）

## 參看条目
- 互動電子白板
- 輕觸式螢幕
- 觸控筆
- 數位筆

## 外部連結
- （英文）Linux数码绘图板 （页面存档备份，存于）
- （英文）Online drawing community （页面存档备份，存于） where artists create digital art via tablets or mouse